# Tyresö landskommun
Tyresö landskommun var en tidigare kommun i Stockholms län.

## Administrativ historik
När 1862 års kommunalförordningar började gälla inrättades över hela landet cirka 2 400 landskommuner, de flesta bestående av en socken. Därutöver fanns 89 städer och åtta köpingar, som då blev egna kommuner.
Denna kommun bildades då i Tyresö socken i Sotholms härad i Södermanland. 
Den 1 januari 1950 (enligt beslut den 25 februari 1949) överfördes till Saltsjöbadens köping och församling från Tyresö landskommun och församling fastigheterna Aljö n:r 1 och 2 samt Gåsön, omfattande en areal av 3,01 km², varav allt land, och med 81 invånare.
Kommunreformen 1952 påverkade inte Tyresö landskommun, som kvarstod som egen kommun fram till 1971, då den ombildades till Tyresö kommun.
Kommunkod var 0238, från 1968 0138.

### Kyrklig tillhörighet
I kyrkligt hänseende tillhörde kommunen Tyresö församling.

## Kommunvapnet
Blasonering: I fält av guld en av vågskuror bildad röd ginbalk, belagd med tre vattenhjul av guld och ovan åtföljd av en röd oxpanna med horn och öron.
Tyresö kommunvapen innehåller symboler för släkten Oxenstierna och för tidig, vattenkvarnsdriven, industri. Det fastställdes 1954.

## Geografi
Tyresö landskommun omfattade den 1 januari 1952 en areal av 72,17 km², varav 68,54 km² land. Efter nymätningar och arealberäkningar färdiga den 1 januari 1955 omfattade landskommunen den 1 januari 1961 en areal av 72,36 km², varav 68,90 km² land.

### Tätorter i kommunen 1960
| Tätort         | Folkmängd |
| -------------- | --------- |
| Handen, del av | 4 485     |
| Lindalen       | 364       |
| Tyresö         | 271       |

Tätortsgraden i kommunen var den 1 november 1960 85,7 procent.

## Politik

### Mandatfördelning i valen 1938-1966
| 8 | 3 | 4 |

| 14 |

| 8 | 7 |

| 13 |

| 6 | 10 | 9 |

| 19 | 6 |

| 2 | 12 | 8 | 3 |

| 19 | 6 |

| 2 | 12 | 9 | 2 |

| 21 | 4 |

| 2 | 12 |  | 6 | 4 |

| 21 | 4 |

|  | 13 |  | 6 | 4 |

| 21 | 4 |

| 3 | 15 | 3 | 12 | 7 |

| 32 | 8 |